# St. Nikolaus (Gangelt)

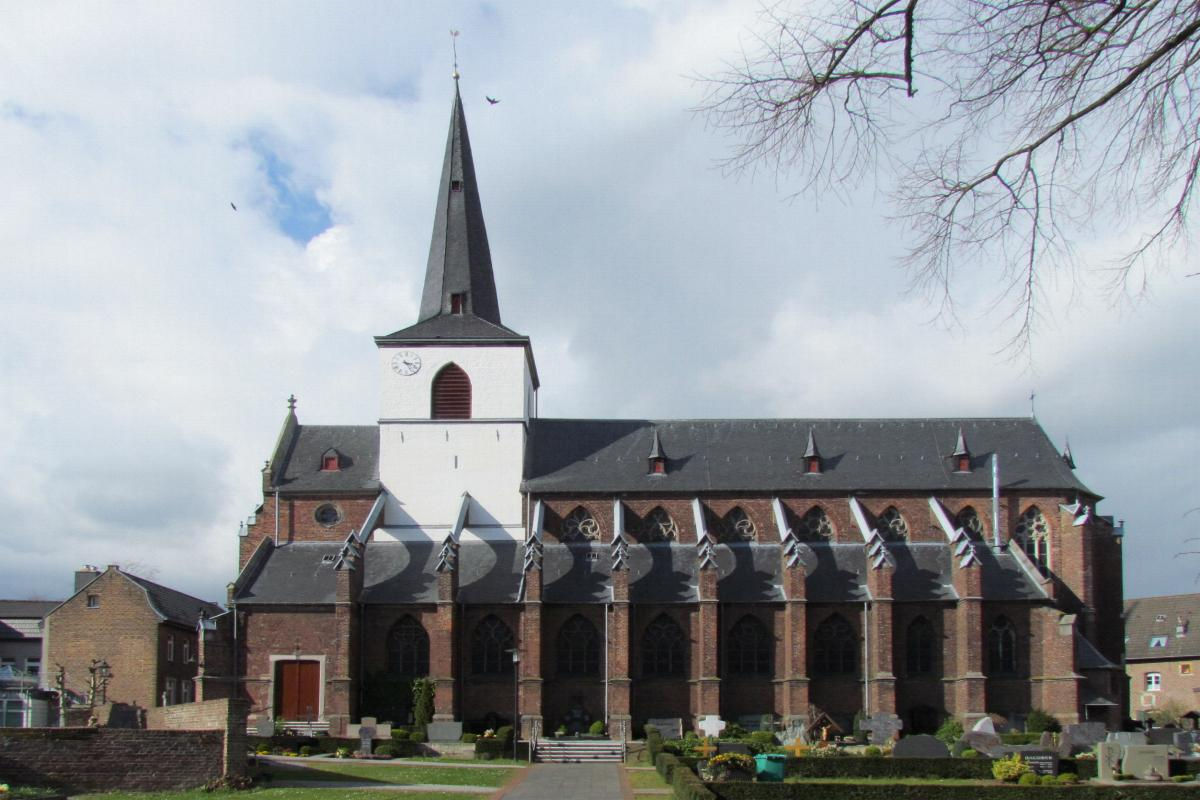
St. Nikolaus in Gangelt

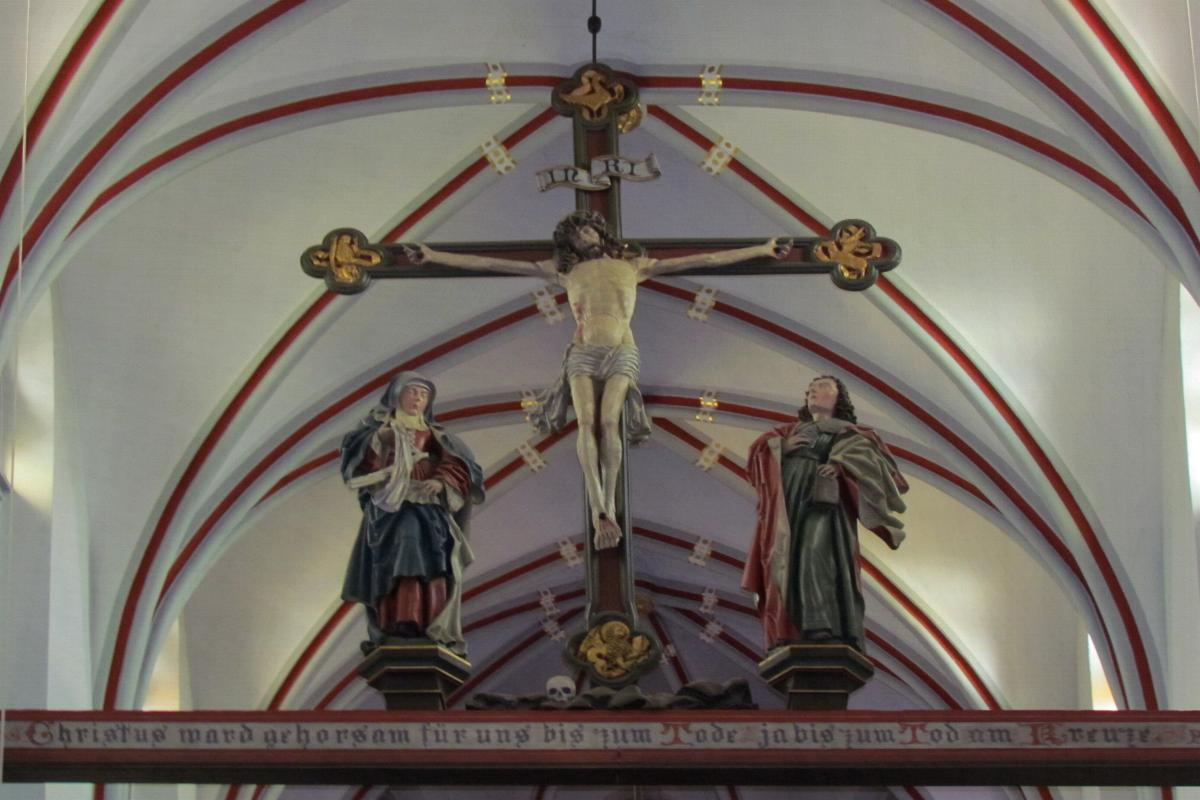
Kreuzigungsgruppe unter dem Triumphbogen

St. Nikolaus ist eine römisch-katholische Pfarrkirche im nordrhein-westfälischen Ort Gangelt im Kreis Heinsberg.

## Geschichte
Die dreischiffige gotische Basilika wurde im 14. und 15. Jahrhundert teils aus Kalkstein, größtenteils hingegen aus Backstein erbaut. Der viergeschossige Turm aus Kalksteinquadern stammt aus dem 14. Jahrhundert, das neunjochige Langhaus aus der ersten Hälfte des 15. Jahrhunderts und der den Turm einschließende Westbau aus dem beginnenden 16. Jahrhundert. Das Gewölbe des Hochschiffes wird über den Seitenschiffen von Strebebögen gestützt. Im Obergaden des Hochschiffes Fenster in Form von Spitzbogenfeldern, im Obergaden des Westwerks hingegen Rosettenfenster aus der Zeit vor 1904.
Das heutige Erscheinungsbild der Kirche ist geprägt durch die Restaurierung von 1860. Bis 1951 wurden die Schäden infolge des Zweiten Weltkriegs beseitigt.
Die Kirche steht als Baudenkmal unter Denkmalschutz.

## Ausstattung
Nennenswert von der Ausstattung ist unter anderem eine auf einem Balken unter dem Triumphbogen stehende Kreuzigungsgruppe aus der Zeit um 1520, die durch den Meister von Elsloo geschaffen wurde. Der Orgelprospekt von 1750 steht auf einem klassizistischen Unterbau. Die weitere neugotische Ausstattung wurde von Heinrich Wiethase geschaffen.

## Glocken
| Nr. | Name             | Durchmesser (mm) | Masse (kg, ca.) | Schlagton (HT-1/16) | Gießer                                               | Gussjahr |
| 1   | Marienglocke     | 1353             | 1600            | es1 -6              | Fa. Otto, Bremen-Hemelingen                          | 1959     |
| 2   | Rosenkranzglocke | 1150             | 930             | f1 -6               | Joseph Perrin Voigt                                  | 1819     |
| 3   | Annaglocke       | 1800             | 776             | g1 -10              | Johannes Rutgers                                     | 1781     |
| 4   | Karl Borromäus   | 980              | 550             | as1 -11             | Wolfgang Hausen-Mabilon, Fa. Mabilon & Co., Saarburg | 1994     |
| 5   | Nikolausglocke   | 903              | 475             | b1 -12              | Fa. Otto, Bremen-Hemelingen                          | 1959     |
| 6   | Hermann Josef    | 760              | 270             | c2 -8               | Wolfgang Hausen-Mabilon, Fa. Mabilon & Co., Saarburg | 1994     |
| 7   | Leonhard         | 650              | 165             | es2 -8              | Wolfgang Hausen-Mabilon, Fa. Mabilon & Co., Saarburg | 1994     |

Motiv: „Veni, Creator Spiritus“
Die katholische Kirche St. Nikolaus zu Gangelt besitzt das zahlenmäßig größte Geläute im gesamten Kreis Heinsberg.